# Милка Атанасова
Милка Атанасова, известна като Куца Милка, е българска просветна деятелка и революционерка от Вътрешната македоно-одринска революционна организация.

## Биография
Милка Атанасова е българска учителка в Лозенград. Същевременно се занимава с революционна дейност. Влиза във ВМОРО и действа като куриерка и ятачка на нелегални дейци в Лозенградския революционен район.